# Pniewy Szamotulskie
Pniewy Szamotulskie – stacja kolejowa w Pniewach, w województwie wielkopolskim, w Polsce. Uruchomienie linii kolejowej Poznań – Rokietnica – Międzychód – Skwierzyna w 1888 roku. Znacznie przyczyniło się do rozwoju miasta oraz kontaktu ze światem. Był to punkt programu rozbudowania sieci kolejowej na terenie całego Wielkiego Księstwa Poznańskiego. Jednak miało to też na celu ułatwienie wprowadzenia niemieckiej polityki kolonizacyjnej. Dnia 30 listopada 1950 r. stacji Pniewy nadano oficjalną nazwę: Pniewy Szamotulskie. Zaś we wrześniu 1988 r. uroczyście obchodzoną setną rocznicę uruchomienia linii kolejowej Rokietnica – Międzychód. Kiedy zaczęło maleć zainteresowanie koleją  w grudniu 1994 r. podjęto decyzję o likwidacji linii z Rokietnicy do Międzychodu, przez co w Pniewach pozostały dwa pociągi dzienne (od 1999 r. ruch zawieszony). 28 lutego 2002 r. Zakład Infrastruktury Kolejowej PKP SA podjął plan likwidacji linii kolejowej. W związku z tym Rada Powiatu Szamotulskiego podtrzymała  stanowisko braku zainteresowania przejęciem linii.